# Сплит
Сплит (на хърватски: Split) е град в Хърватия, най-важният център в Далмация.
Разположен е на брега на Адриатическо море. Населението му е 161 312 души (2021), а метрополния регион, който се образува има население от 342 729 души. По този начин Сплит е вторият по големина град в страната. Сплит е административен център на Сплитско-далматинска жупания.

## Култура
В Сплит се намира дворецът на Диоклециан, един от най-добре запазените до днес дворци от времето на Римската империя, включен в Списъка на световното културно и природно наследство на ЮНЕСКО.
В града има и друг дворец – на семейство Мещрович, днес превърнат в „Галерия-музей Иван Мещрович“, на името на известния скулптор Иван Мещрович (1883 – 1962).
Известна забележителност на града е Хърватският национален театър, най-старият в страната, открит още през 1893 г., изнасящ около 300 представления на година.

## Спорт
- В Сплит през 1963 г. се провежда световна олимпиада по шахмат за жени.
- Най-известният футболен отбор от Сплит е Хайдук Сплит. Той е и един от символите на града.

## Личности
Родени в Сплит
- Альоша Асанович (р. 1965), футболист
- Анте Трумбич (1864 – 1938), политик
- Горан Иванишевич (р. 1971), тенисист
- Иван Шарич (р. 1990), шахматист
- Иво Санадер (р. 1953), премиер
- Игор Тудор (р. 1978), футболист
- Лиляна Николовска (р. 1964), югославска певица, по произход от Битуше
- Мери Цетинич (р. 1953), певица, композиторка и музикантка
- Оливер Драгоевич (1947 – 2018), певец и музикант
- Роберто Менини (1837 – 1916), католически епископ служил в София от 1885 г.
- Северина Вучкович (р. 1972), певица
- Тони Кукоч (р. 1968), баскетболист

Починали в Сплит
- Оливер Драгоевич

## Побратимени градове
- Анкона, Италия от 1970 г.
- Антофагаста, Чили
- Бейт Шемеш, Израел
- Веленийе, Словения
- Гладсакс, Дания
- Доувър, Великобритания
- Кокбърн, Австралия
- Лос Анджелис, САЩ
- Мостар, Босна и Херцеговина
- Одеса, Украйна
- Острава, Чехия
- Пескара, Италия
- Пунта Аренас, Чили
- Тронхайм, Норвегия
- Шарлотенбург-Вилмерсдорф от Берлин, Германия
- Щип, Северна Македония[източник? (Поискан днес)]